# Jillian (I'd Give My Heart)
Jillian (I'd Give My Heart) è un singolo del gruppo symphonic metal olandese Within Temptation. Più precisamente è la terza traccia del terzo album della band, The Silent Force (2004).
Nel 2005 il brano è stato pubblicato sotto forma di promo-single per promuovere il DVD The Silent Force Tour, pubblicato nello stesso anno.

## Tracce[1]
1. Jillian (I'd Give My Heart) (Radio Edit) – 3:56
2. Jillian (I'd Give My Heart) (Live Version) – 4:57